# 1848-as lengyel felkelés
Az 1848-as lengyel felkelés a "Népek tavaszának" egy meghatározó eseménye volt 1848 márciusa és májusa között. A konfliktus a Lengyelország három felosztását követően Poroszországhoz csatolt területeken robbant ki (a harcok nagy részére Poznań - németül Posen - város környékén került sor), a lengyel felkelők a poroszországi lengyel területek függetlenségét, majd a Habsburg és Orosz Birodalomhoz csatolt területeken élő lengyel lakossággal összefogva Lengyelország függetlenségét szerették volna megvalósítani, de a porosz csapatok a felkelést leverték, az amúgy is jóformán névleges autonómiával rendelkező Poseni Nagyhercegséget pedig beolvasztották a porosz államba.

## Előzmények
A Porosz Királyság Lengyelország három felosztását követően jelentős, lengyelek által lakott területekhez jutott. A porosz uralom a lengyel lakosság számára anyanyelv-használati jogaiknak csorbulását vonta maga után, a meghódított területeken a lengyel nyelvet felváltotta a német, mint hivatalos nyelv. II. Frigyes porosz király több mint 300 000 németet telepített Posen környékére, a telepítések következményeként a lengyel lakosság aránya rohamosan csökkent a németek rovására. Míg 1815-ben a keleti területeken még a lakosság 73%-a lengyel volt, 1848-ra ez az arány 60%-ra csökkent.
A 19. században a lengyel lakosság körében is kezdetét vette a "nemzeti ébredés" kora. A poroszországi lengyel kisebbség körében két, egymástól elkülönülő irányvonal alakult ki a 19. század elejére a poroszországi lengyelek politikai szerepvállalására vonatkozóan. A mérsékelt irányvonal képviselői a Porosz Császárságon és az 1815-ben létrehozott Poseni Nagyhercegségen belül képzelték el a lengyel területek jövőjét, míg a radikálisok az egységes és független Lengyelország létrejöttét szerették volna elérni. A porosz titkosrendőrség az 1820-as években több titkos lengyel szeparatista szervezetet is leleplezett, a legjelentősebbeket Berlinben és Breslauban (ma Wrocław). A letartóztatott szervezkedőket börtönbüntetésre ítélték.
Az 1830-as novemberi felkelés idején a porosz hatóságok szorosan együttműködtek a felkelést leverni próbáló orosz hatóságokkal, ezzel párhuzamosan a Poseni Nagyhercegség területén is szükségállapotot rendeltek el, és 80 000 katonát küldtek a térségbe. A felkelés leverése után - attól félve, hogy egy hasonló felkelés megvalósulhat a porosz területeken is- a porosz hatóságok még erőteljesebb asszimilációs törekvésbe kezdtek. A lengyel nemzetiségű személyeket kiszorították az államigazgatás minden területéről, a lengyel nemesség gazdasági befolyását igyekeztek megszüntetni és megtiltották a lengyel anyanyelvi tanítást. IV. Frigyes Vilmos porosz király 1840-es hatalomra jutása azonban pozitív változást idézett elő a lengyel kisebbség életében. Megszüntették a németek kolonizációját, ismét engedélyezték a lengyel nyelven történő tanítást, sőt kilátásba helyezték egy poseni egyetem létrehozását, valamint lengyel nyelvű karok létrehozását a berlini és breslaui egyetemen.
Ezen engedmények ellenére 1846-ban lengyel értelmiségiek egy része megkísérelt egy felkelést kirobbantani a Nagyhercegség területén, melyet azonban a porosz hatóságok időben lelepleztek, majd 254 személyt tartóztattak le a szervezkedésben való részvétel vádjával. Egy 1847-ben tartott perben a vádlottak többségét felmentették, de 8 személyt halálra ítéltek, köztük Ludwik Mierosławskit, a felkelés későbbi vezetőjét is. A halálos ítéleteket azonban nem hajtották végre, mert időközben a Nagyhercegség területén kitört a felkelés és a porosz király a felkelők lecsitítása végett az elítélteket amnesztiában részesítette.

## A felkelés

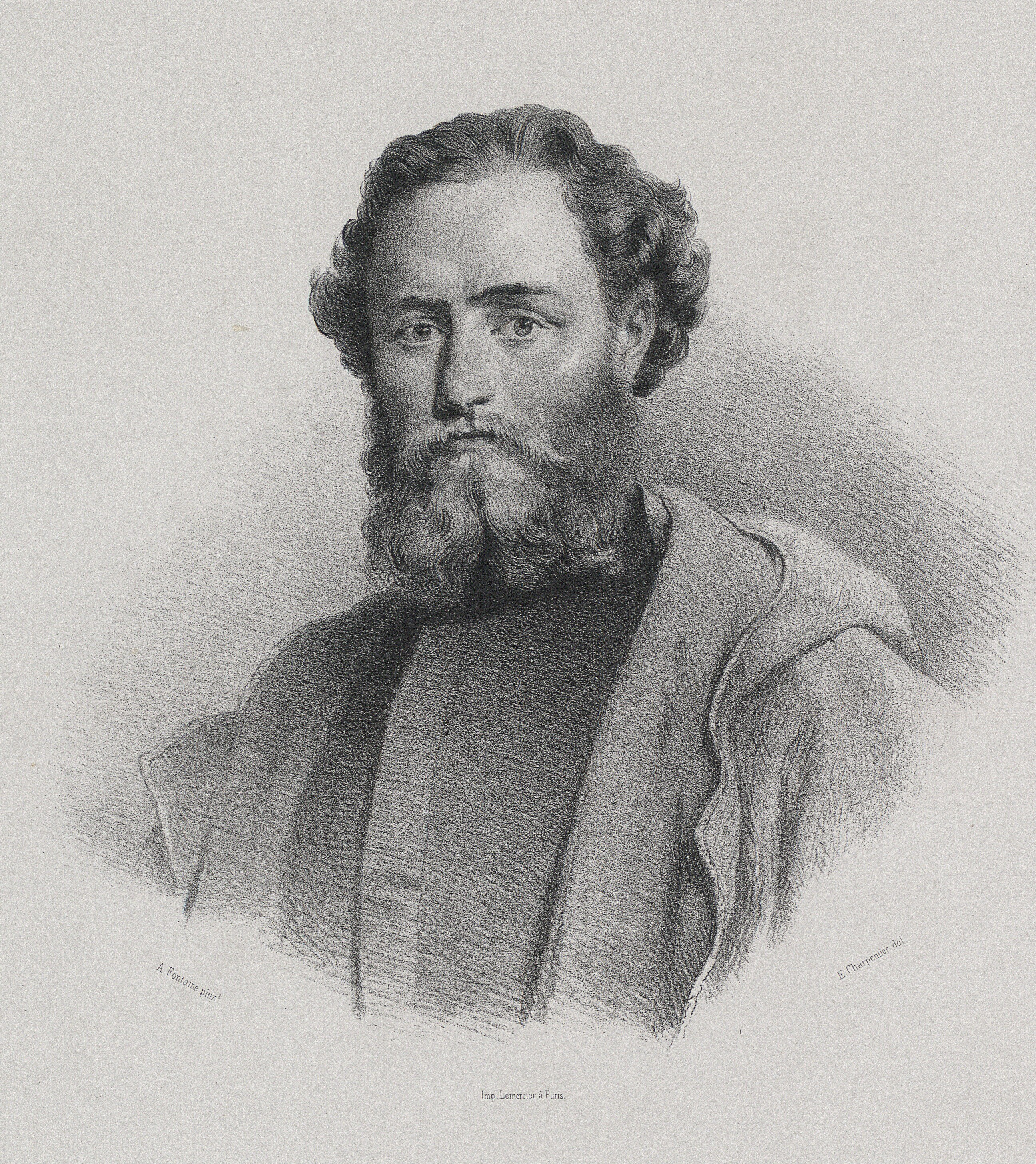
Ludwik Mierosławski

Mikor a lengyel foglyokat szabadon engedték, Berlinben már kezdetét vette a forradalmi megmozdulás. Ebben a forradalmi hangulatban a forradalmárok által létrehozott berlini gárda mintájára március 20-án Ludwik Mierosławski vezetésével létrehoztak a Lengyel Légiót. A lengyel légió rövidesen elhagyta Berlint és március 28-án hazatért Posenbe. A későbbiekben olyan jelentős személyek is csatlakoztak a légióhoz, mint az eddig Franciaországban menekültként élő lengyel emigráns politikus, Adam Jerzy Czartoryski.
Ezzel párhuzamosan, március 20-án Posenben is forradalmi megmozdulásokra került sor, melynek eredményeként a helyi hatóságok beleegyeztek egy lengyel nemzeti bizottság létrehozásába, mely küldöttséget menesztett Berlinbe egy, a lengyelek számára különféle kérelmeket tartalmazó listával, mely többek között tartalmazta egy önálló lengyel hadsereg felállításának gondolatát, a porosz hadsereg kivonását a Poseni Nagyhercegség területéről és az államigazgatás fontosabb funkcióiba lengyel nemzetiségű személyek helyezését. Ezzel párhuzamosan, március 22-én a nemzeti bizottság hivatalosan is szolidaritását fejezte ki a berlini forradalmárokkal.
A békés együttműködés azonban rövid ideig tartott: március 27-én Posenben egy német nemzeti bizottság alakult, mely a Nagyhercegség északi és nyugati, többségében németek által lakott területének a tulajdonképpeni Poroszországhoz való csatolását követelte. Ez a lépés a helyi német és lengyel lakosság közötti konfrontáció kitörését okozta. A lengyelek több településen is leverték a porosz állami jelképeket, majd Posenben fegyveres összecsapásokra is sor került a német és lengyel csoportok között. Az összecsapások rövidesen átterjedtek Toruńra és Chełmnóra is.
A berlini kormány a helyzet megoldására tárgyalásokat kezdeményezett a Lengyel Nemzeti Bizottsággal, ám ezek március közepére eredménytelenül zárultak. Ennek eredményeként április 25-én porosz királyi csapatok hatoltak be a nagyhercegség területére a "rend helyreállítására". Április 29-én elfoglalták Książ várat, majd Pleszew és Września került porosz kézre. A Lengyel Nemzeti Tanács elutasította a porosz csapatokkal szembeni ellenállás lehetőségét, de a Ludwik Mierosławski vezetése alatt álló csapatok szembefordultak a nemzeti tanács álláspontjával és megkezdték a fegyveres ellenállást. Válaszul a nemzeti tanács április 30-án feloszlatta magát.
A Lengyel Légió Miłosławnál került szembe először a porosz csapatokkal. A település elfoglalására 2500 katona indult, 4 ágyúval felszerelve, velük szemben Mierosławski 1200 katonával és szintén 4 ágyúval kísérelte meg a szembenállást. A csata kezdeti szakaszában a poroszok álltak győzelemre, sikeresen kiszorítva a lengyeleket a város területéről, de rövidesen egy 1000 fős lengyel csapat érkezett erősítésként Józef Garczyński vezetésével, mely eldöntötte a csata kimenetelét, a lengyelek visszafoglalták a települést, de súlyos veszteségeik miatt nem tudtak a visszavonuló poroszok üldözésére indulni.
Május 2-án egy lengyel katonai egység még aratott egy kisebb győzelmet a poroszok felett, de a jobban felszerelt porosz hadsereg egymás után aratta győzelmeit a lengyelek felett. A sorozatos kudarcok miatt Mierosławski lemondott parancsnoki tisztségéről, helyét május 6-án Augustyn Brzezanski vette át, aki május 9-én Września mellett kapitulált.

## Következmények
A lengyel megmozdulás leverése után a porosz király megszüntette a Poseni Nagyhercegséget, helyén létrehozva Posen tartományt, melyre - megváltozott státusának megfelelően - kiterjesztették a Német Szövetség hatáskörét.
A felkelésben való részvétele miatt mintegy 1500 lengyelt börtönöztek be, Mierosławskit magát azonban erőteljes francia diplomáciai nyomásra (köszönhetően annak, hogy anyai ágon francia volt) szabadon engedték, majd az 1849-es év folyamán Badenben és a Rajnai Palotagrófság területén vett részt a forradalmi harcokban, majd a német államok forradalmi megmozdulásainak bukása után emigrált és rövidesen belépett Giuseppe Garibaldi seregébe, melynek tagjaként részt vett a olasz egységért vívott harcokban.